# Bad Blood 2003
Bad Blood 2003 è stata la seconda edizione dell'omonimo pay-per-view di wrestling prodotto dalla WWE, in esclusiva per il roster di Raw, si è svolto il 15 giugno 2003 al Compaq Center a Houston. La colonna sonora è stata Headstrong dei Trapt.

## Storyline
A Judgment Day, Triple H perse per squalifica contro Kevin Nash; tuttavia, mantenne il World Heavyweight Championship. Nella puntata di Raw successiva a Judgment Day, dopo che Triple H difese il titolo contro Ric Flair, il General Manager di Raw Steve Austin, annunciò un rematch valido per il World Heavyweight Championship tra il campione Triple H e lo sfidante Kevin Nash a Bad Blood, questa volta in un Hell in a Cell match, dato che il precedente incontro tra i due di Judgment Day finì con la vittoria per squalifica di Nash. La settimana successiva, a Raw, Triple H e Randy Orton attaccarono Nash. Nella successiva puntata di Raw, Nash, Shawn Michaels e The Hurricane sconfissero HHH, Orton e Flair in un tag team match, al termine del quale Nash colpì HHH con una Jacknife Powerbomb all'interno del ring. Nella puntata di Raw del 9 giugno, Austin annunciò che Mick Foley sarebbe stato l'arbitro speciale dell'Hell in a Cell match di Bad Blood tra Triple H e Kevin Nash.
Nella puntata di Raw del 26 maggio, Shawn Michaels sfidò Ric Flair ad un match e Flair accettò. Mentre stava per iniziare il match tra i due, l'altro General Manager di Raw Eric Bischoff annunciò che il match tra Michaels e Flair si sarebbe svolto a Bad Blood. Più tardi, in serata, i due si confrontarono con dei promo nel ring, discutendo su chi era il miglior wrestler e, nel main event, Michaels, Nash e The Hurricane sconfissero l'Evolution (Triple H, Randy Orton e Flair). Nella puntata di Raw del 9 giugno, dopo che Orton sconfisse The Hurricane, Michaels e Flair si malmenarono per tutta l'arena.
Nella puntata di Raw del 12 maggio, un assalitore misterioso cercò di investire Goldberg con una macchina, ma quest'ultimo riuscì a dileguarsi in tempo. La settimana successiva, a Raw, si scoprì che il misterioso assalitore fu Lance Storm che, interrogato da Austin, disse di essere stato solamente pagato per fare ciò e che la mente dietro questo piano fu Chris Jericho. Nella puntata di Raw del 26 maggio, durante il suo Highlight Reel, Jericho disse di aver attuato l'attacco perché era sempre stato geloso di Goldberg ai tempi della WCW e lo sfidò ad un match a Bad Blood. Goldberg si presentò sul ring, accettando la sfida lanciatagli da Jericho e, mentre stava per colpirlo con una spear, Jericho gli spruzzò dello spray al peperoncino sugli occhi, riuscendo a scappare.
A Judgment Day, Christian vinse una Battle Royal per la riassegnazione del WWE Intercontinental Championship dopo aver eliminato per ultimo Booker T. Dato ciò, i due iniziarono una rivalità per il titolo intercontinentale. In seguito, venne annunciato che Christian avrebbe difeso l'Intercontinental Championship contro Booker a Bad Blood.
Nel corso delle settimane antecedenti a Bad Blood, Eric Bischoff e "Stone Cold" Steve Austin iniziarono una rivalità per stabilire chi fosse tra i due il miglior general manager di Raw. Nella puntata di Raw del 2 giugno, venne annunciato che Austin e Bischoff si sarebbero affrontati in un "Redneck Triathlon" (una serie di gare che non avevano nulla a che fare con un incontro di wrestling) per Bad Blood. Le tre gare a cui Austin e Bischoff si sarebbero dovuti sottoporre, furono: una gara di eruttazione, una gara di "pie eating" e una gara di canto.

## Evento
Prima della messa in onda dell'evento, Ivory sconfisse Molly Holly a Sunday Night Heat dopo l'esecuzione della Poison Ivory.

### Match preliminari
L'evento si aprì con i Dudley Boyz (Bubba Ray Dudley e D-Von Dudley) contro Christopher Nowinski e Rodney Mack. Il match iniziò con i Dudley Boyz che si portarono in vantaggio dopo aver eseguito la whassap headbutt su Nowinski. Durante il match, Theodore Long (manager di Mack e Nowinski) distrasse D-Von, facendosi colpire da quest'ultimo, per far distrarre, a sua volta, l'arbitro dell'incontro. Nowinski ne approfittò e colpì Bubba Ray al volto con la sua maschera per poi schienarlo e vincere il match.
Dopo l'incontro d'apertura, Steve Austin sconfisse Eric Bischoff nella prima gara del Redneck Triathlon, ossia una gara di eruttazione.
Il secondo match fu tra Test e Scott Steiner, in cui il vincitore avrebbe ottenuto i servizi manageriali di Stacy Keibler. Durante il match, nessuno dei due riuscì a portarsi in vantaggio, finché Steiner non eseguì un belly to belly suplex su Test. Nel finale, Test tentò di colpire Steiner con una sedia d'acciaio, ma quest'ultimo schivò l'attacco e la sedia rimbalzò sulle corde del ring per poi sbattere sul viso dello stesso Test. Steiner eseguì poi la Steiner Flatliner su Test per schienarlo e vincere il match.
Il match successivo fu quello valevole per l'Intercontinental Championship tra il campione Christian e lo sfidante Booker T. Il match iniziò con Booker che eseguì una spinebuster su Christian. Nel finale, Booker vinse il match per squalifica dopo essere stato colpito al volto da Christian con l'Intercontinental Championship. Tuttavia, Christian mantenne il titolo.
In seguito, Austin e Bischoff si affrontarono nel secondo round del Redneck Triathlon, in cui entrambi avrebbero dovuto posizionare il loro viso sulla zona inguinale di Mae Young. Bischoff vinse il round dopo che Austin si rifiutò di fare ciò. Al termine del round, Austin colpì la Young con una Stunner.
Il quarto match della serata fu quello valevole per il World Tag Team Championship tra la coppia campione Kane e Rob Van Dam contro quella sfidante de La Résistance (René Duprée e Sylvain Grenier). Durante le prime fasi del match, La Résistance si portò in vantaggio dopo che Grenier eseguì una DDT su Van Dam. In seguito, i campioni di coppia ritornarono in vantaggio dopo che Kane colpì Duprée con la Chokeslam. Verso le fasi finali dell'incontro, Kane battagliò a bordo ring contro Duprée e Grenier suggerendo a Van Dam di lanciarsi con un attacco aereo su di loro. Van Dam si gettò sopra Duprée e Grenier, ma questi si spostarono e Van Dam finì addosso a Kane. Nel finale, con Kane ancora a terra, La Résistance eseguì una double spinebuster su Van Dam per poi schienarlo e conquistare i titoli di coppia.

### Match principali
Il match che seguì fu tra Goldberg e Chris Jericho. Durante le prime fasi del match, Goldberg e Jericho si scontrarono all'esterno del ring. Goldberg tentò di colpire Jericho con la Spear, ma quest'ultimo si spostò e Goldberg finì contro una barricata di sicurezza, andandola a sfondare. In seguito all'impatto contro la barricata, Goldberg sembrava essersi infortunato alla spalla sinistra e Jericho ne approfittò per applicare diverse prese di sottomissione sul suo avversario. Nel finale, Goldberg riuscì a liberarsi dalla Walls of Jericho per poi colpire Jericho prima con la Spear e poi con la Jackhammer per schienarlo e vincere il match.
Il sesto match fu tra Ric Flair e Shawn Michaels. Durante il match, Michaels posò un tavolo all'esterno del ring per poi posizionarci sopra Flair. In seguito, Randy Orton tentò di interferire in favore di Flair, ma Michaels lo colpì con la Sweet Chin Music per poi gettarsi con uno splash dalla terza corda del quadrato addosso a Flair, mandando il tavolo in frantumi. Verso la fine del match, l'arbitro venne accidentalmente messo KO e Michaels colpì Flair con un diving elbow drop, seguito dalla Sweet Chin Music, ma Orton salì sul ring e colpì Michaels al volto con una sedia d'acciaio. Orton posizionò poi Flair sopra a Michaels e lasciò il ring. L'arbitro si riprese e contò lo schienamento decisivo dando, così, la vittoria a Flair.
Successivamente, Austin e Bischoff si affrontarono nell'ultima gara del Redneck Triathlon. In origine tale round avrebbe dovuto essere una gara di canto, ma entrambi furono d'accordo nel cambiare la stipulazione e scelsero un pigpen contest, il cui obiettivo era quello di gettare il proprio avversario in un porcile. Nel finale, Austin gettò Bischoff all'interno del porcile e, dato ciò, Austin vinse il Redneck Triathlon con il punteggio di 2-1.
Il main event fu l'Hell in a Cell match per il World Heavyweight Championship, con Mick Foley come arbitro speciale, tra il campione Triple H e lo sfidante Kevin Nash. Durante le fasi iniziali del match, sia Nash che Triple H si colpirono a vicenda con una sedia d'acciaio e con un martello per poi utilizzare la pareti metalliche della cella per portarsi in vantaggio l'uno sull'altro. In seguito, Nash colpì ripetutamente Triple H al volto utilizzando una mazza con filo spinato, aprendogli una ferita alla fronte. Triple H riuscì poi a colpire Nash con dei gradoni d'acciaio, ferendolo alla testa. Dopo che Triple H prese il suo sledgehammer, Foley tentò di portarglielo via, ma il campione reagì e colpì sia Foley che Nash con una sedia d'acciaio. Successivamente, Foley si vendicò e applicò la Mandible Claw su Triple H, però Nash si rialzò e colpì entrambi con dei gradoni d'acciaio. Dopo che Triple H e Nash ai attaccarono a vicenda, il campione spinse Nash contro Foley, che si trovava sull'apron ring, e quest'ultimo finì violentemente contro una parete metallica della struttura. In seguito, Nash eseguì la Jackknife Powerbomb su Triple H, ma Foley non fu ancora in grado di rialzarsi completamente a causa dell'impatto subito in precedenza. Triple H colpì poi Nash al volto con lo sledgehammer per poi eseguire su di lui il Pedigree. Foley riuscì a riprendersi e Triple H schienò Nash per vincere l'incontro e mantenere il titolo.

## Risultati
| #    | Incontri                                                           | Stipulazioni                                                                                    | Durata |
| ---- | ------------------------------------------------------------------ | ----------------------------------------------------------------------------------------------- | ------ |
| Heat | Ivory ha sconfitto Molly Holly                                     | Single match                                                                                    | 03:18  |
| 1    | Christopher Nowinski e Rodney Mack hanno sconfitto The Dudley Boyz | Tag team match                                                                                  | 07:07  |
| 2    | Scott Steiner ha sconfitto Test                                    | Single match per i servizi manageriali di Stacy Keibler                                         | 06:23  |
| 3    | Booker T ha sconfitto Christian (c) per squalifica                 | Single match per il WWE Intercontinental Championship                                           | 07:53  |
| 4    | La Résistance ha sconfitto Kane e Rob Van Dam (c)                  | Tag team match per il World Tag Team Championship                                               | 05:47  |
| 5    | Goldberg ha sconfitto Chris Jericho                                | Single match                                                                                    | 10:53  |
| 6    | Ric Flair ha sconfitto Shawn Michaels                              | Single match                                                                                    | 14:18  |
| 7    | Triple H (c) ha sconfitto Kevin Nash                               | Hell in a cell match per il World Heavyweight Championship con Mick Foley come arbitro speciale | 21:01  |